# Список храмов Грузинской православной церкви в Турции
Грузинская православная церковь является одной из основных частей православного христианства в Турции.
Грузинские церкви в Турции, а именно в провинциях: Артвин, Ардахан, Карс и Эрзурум, официально находятся под юрисдикцией следующих епархий Грузинской православной церкви: 1) Батумской и Лазской; 2) Ахалцихской и Тао-Кларджетской; 3) Ахалкалакской, Кумурдойской и Карсской; но фактически не контролируется ими.
Католикос-патриарх всея Грузии Илия II в письме, адресованным премьер-министру Турции Реджепу Эрдогану, попросил передать грузинские церкви под контроль Грузинской православной церкви, однако эта просьба до сих пор не была принята турецкими властями.

## Состояние церквей
В 2013 году турецкие власти стали ремонтировать Ишхани, но работы прекратились после заявления Грузии о выполнении работ ненадлежащим образом. В апреле 2013 года стороны согласились возобновить восстановление Ишханского собора.
В рамках программы по сотрудничеству в сфере культуры между правительствами Грузии и Турции 23 мая 2017 года был подписан договор. В Турции начались работы по укреплению купола церкви Ошки, который турецкая сторона полностью обеспечивает при помощи грузинских специалистов, и участие грузинских экспертов в реставрации настенной живописи средневекового монастыря Пархали.

## Список церквей и монастырей

### Северо-восточная Турция
| Название строения                         | Изображение | Состояние          |
| ----------------------------------------- | ----------- | ------------------ |
| Ошки (тур. Öşk Vank, Çamlıyamaç)          |             | заброшенный        |
| Хахульский монастырь (тур. Haho, Bağbaşi) |             | превращён в мечеть |
| Долискана (тур. Dolişhane, Hamamlıköy)    |             | заброшенный        |
| Собор Бана (тур. Penek)                   |             | руины              |
| Тбети (монастырь) (тур. Cevizli)          |             | руины              |
| Грузинская церковь (Ани)                  |             | руины              |
| Ишхани (тур. İşhan)                       |             | защищённый         |
| Пархали (тур. Barhal, Altıparmak)         |             | превращён в мечеть |
| Хандзта                                   |             | руины              |
| Екеки                                     |             | руины              |
| Отхта (тур. Dörtkilise)                   |             | заброшенный        |
| Парехи (монастырь)                        |             | руины              |
| Вачедзори (монастырь)                     |             | руины              |
| Анчийский монастырь                       |             | руины              |
| Ардешен (церковь)                         |             | руины              |
| Макрияли (церковь)                        |             | руины              |
| Пиронити (церковь)                        |             | руины              |
| Цкаростави                                |             | руины              |
| Опиза                                     |             | руины              |
| Камхиси                                   |             | руины              |
| Артануджи (церковь)                       |             | руины              |
| Эсбеки                                    |             | руины              |
| Свети                                     |             | руины              |
| Зегани                                    |             | руины              |
| Цкаростави (Кларджети)                    |             | руины              |
| Энирабати                                 |             | руины              |
| Али                                       |             | руины              |
| Лексори                                   |             | руины              |
| Кинепоси                                  |             | руины              |
| Чала                                      |             | превращён в мечеть |
| Гогиуба                                   |             | руины              |
| Сикиареби                                 |             | превращён в сарай  |
| Самтскари                                 |             | руины              |
| Мамацминда                                |             | руины              |
| Чаиси                                     |             | превращён в мечеть |
| Чангли                                    |             | заброшенный        |
| Таоскари                                  |             | руины              |
| Тадзарани                                 |             | руины              |

### Другие регионы
| Название церкви             | Картина | Состояние |
| --------------------------- | ------- | --------- |
| Свято-Варлаамский монастырь |         | руины     |